# Martin Raff

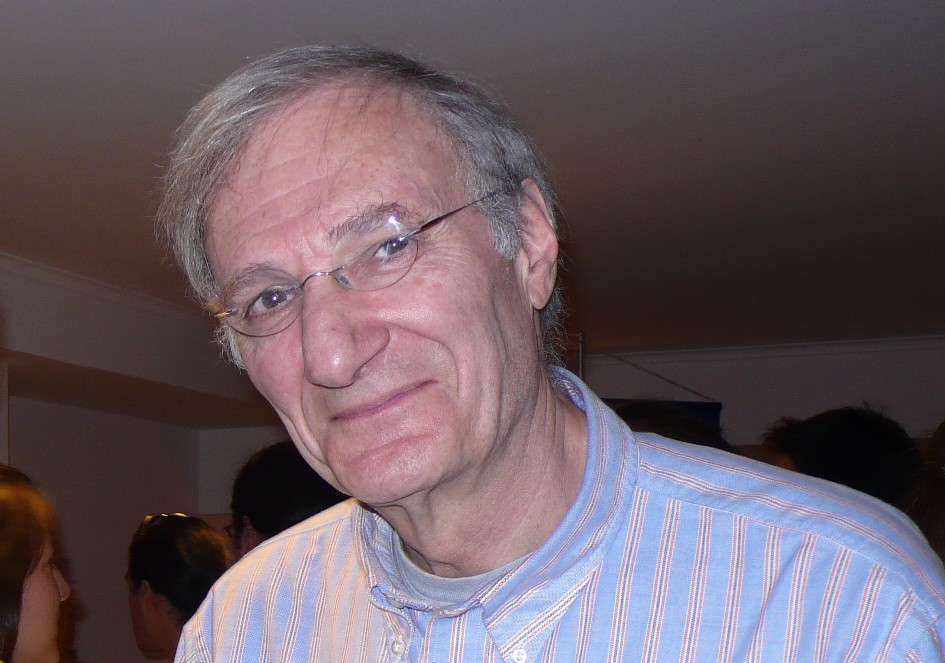
Martin Raff, 2008

Martin Charles Raff (* 15. Januar 1938 in Montreal) ist ein kanadischer Neurologe sowie Zell- und Molekularbiologe. Er wirkte von 1971 bis 2002 im Rahmen des MRC Developmental Neurobiology Programme am University College London, an dem er von 1979 bis zu seiner Emeritierung als Professor fungierte. Schwerpunkte seiner Forschung waren die intra- und extrazellulären molekularen Mechanismen des Wachstums und der Differenzierung sowie der Teilung und der Apoptose von Zellen des Immunsystems und des Nervensystems. Er zählte in den 1990er Jahren im biowissenschaftlichen Bereich zu den am häufigsten zitierten Wissenschaftlern in Großbritannien und wurde für seine Leistungen unter anderem in die Royal Society sowie die National Academy of Sciences aufgenommen.

## Leben
Martin Raff wurde 1938 als Sohn eines als Hausarzt tätigen Mediziners und einer Hausfrau geboren und studierte an der McGill University in seiner Geburtsstadt Montreal, an der er 1959 einen B.S.-Abschluss erwarb und vier Jahre später sein Medizinstudium mit dem M.D.C.M. abschloss. Seine anschließende Zeit als Assistenzarzt absolvierte er zwei Jahre lang in verschiedenen Fachabteilungen am Royal Victoria Hospital in Montreal sowie von 1965 bis 1968 im Bereich der Neurologie am Massachusetts General Hospital (MGH) in Boston.
Von 1968 bis 1971 war er mit einem Stipendium der Amerikanischen Gesellschaft für Multiple Sklerose als Postdoktorand in Immunologie am National Institute for Medical Research (NIMR) in London tätig. 1971 wechselte er an das am University College London beheimatete Developmental Neurobiology Programme des Medical Research Council, an dem er acht Jahre später zum Professor ernannt wurde. Seit seiner Emeritierung im Jahr 2002 wirkt er als Wissenschaftler am MRC Laboratory for Molecular Cell Biology des University College London. Von 1991 bis 1995 stand er als Präsident der Britischen Gesellschaft für Zellbiologie vor.
Martin Raff ist Vater von zwei Söhnen und einer Tochter. Sein Sohn Jordan Raff ist Professor für molekulare Krebsbiologie an der University of Oxford. In der 70-minütigen Wissenschaftsdokumentation Death by Design: Where Parallel Worlds Meet, die 1995 beim Dokumentarfilmfestival von Marseille mit einem Preis ausgezeichnet wurde, hatte Martin Raff einen Filmauftritt.

## Wissenschaftliches Wirken

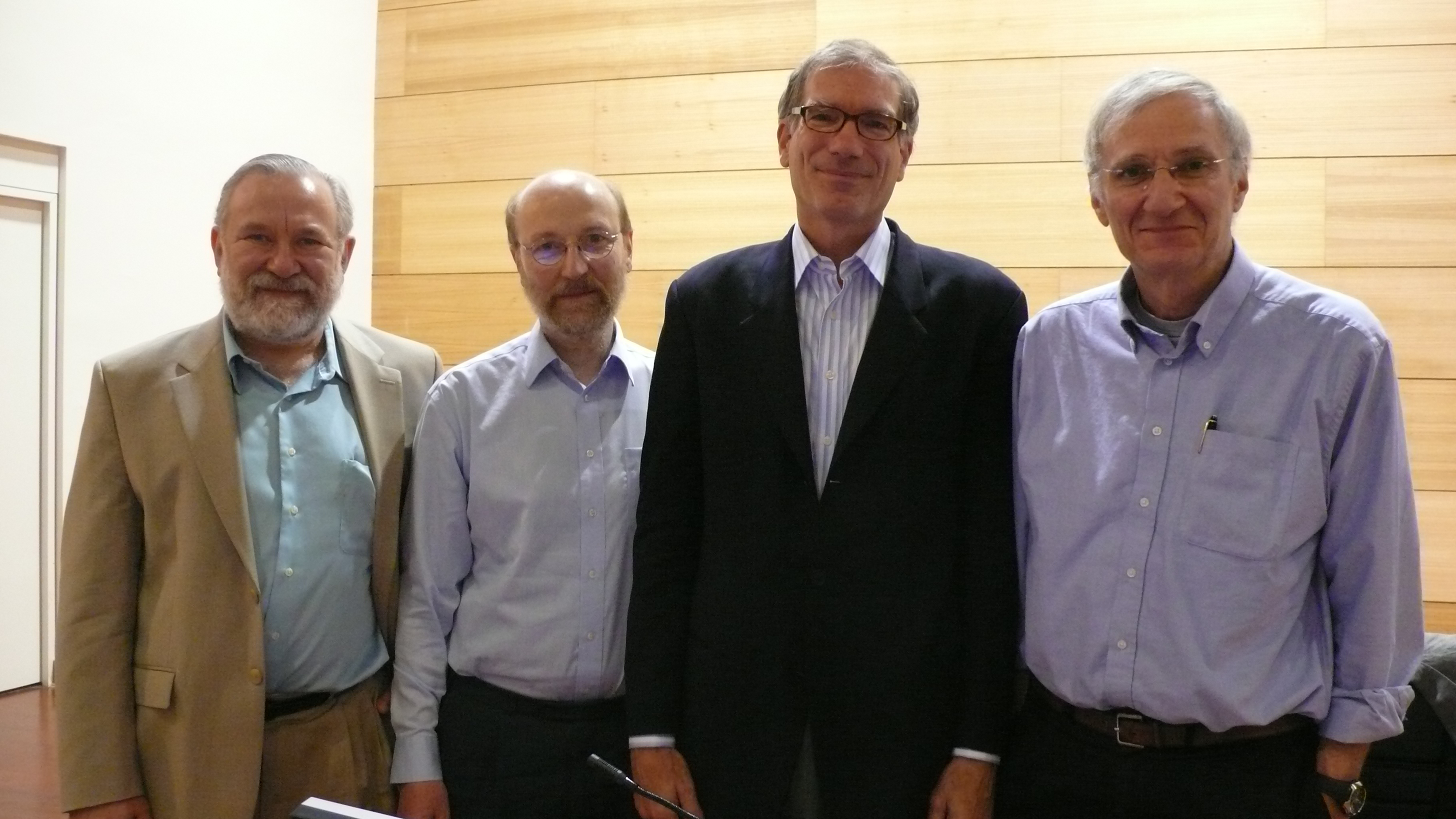
Martin Raff (rechts) zusammen mit Peter Walter, Julian Lewis und Alexander Johnson, Mitautoren des Lehrbuchs Molecular Biology of the Cell

Martin Raff untersuchte während seiner Zeit am NIMR die Verteilung des Oberflächenantigens Thy-1 und von membranständigem Immunglobulin (IgG) auf verschiedenen Zellen des Immunsystems und trug damit dazu bei, Thy-1 als Marker für T-Lymphozyten und Oberflächen-IgG als Marker für B-Lymphozyten zu etablieren. Er hatte damit wesentlichen Anteil an der Aufklärung der Unterscheidung zwischen diesen beiden Zelltypen, die eine der wichtigsten Erkenntnisse der Immunologie in der zweiten Hälfte des 20. Jahrhunderts war und bis in die Gegenwart das Verständnis von der Funktion des Immunsystems prägt.
Im weiteren Verlauf seiner Karriere beschäftigte er sich mit der Verteilung, der Entwicklung und den Aufgaben der T-Zellen sowie den Grundlagen der B-Zell-Funktion. Nach seinem Wechsel an das University College London wandte er sich der Entwicklungsbiologie des Nervensystems zu und untersuchte die Expression und Verteilung verschiedener Oberflächenmarker auf Nervenzellen. Schwerpunkt seiner Studien bis zum Ende seiner Karriere wurden dabei die Vorläuferzellen der Oligodendrozyten. Er veröffentlichte während seiner Laufbahn über 160 wissenschaftliche Publikationen.
Martin Raff ist seit 1983 Mitautor des von Bruce Alberts herausgegebenen Lehrbuchs Molecular Biology of the Cell, das weltweit als eines der am weitesten verbreiteten Standardwerke im Bereich der molekularen Zellbiologie gilt. Darüber hinaus fungierte er als Chefredakteur (Editor in Chief) der Open-Access-Zeitschrift Journal of Biology und als Mitglied des Editorial Boards der Fachzeitschriften Journal of Cell Biology, Cell Cycle, Current Opinion in Neurobiology, Current Opinion in Cell Biology, Neurobiology of Disease, Journal of Neuroscience, Cell Research, EMBO Journal und EMBO Reports. Im Bereich der Biomedizin zählte er in den 1990er Jahren zu den am häufigsten zitierten Forschern in Großbritannien.

## Auszeichnungen
Martin Raff wurde 1974 zum Mitglied der European Molecular Biology Organization, 1985 zum Fellow der Royal Society und 1988 zum Mitglied der British Academy of Medical Sciences gewählt. Darüber hinaus gehört er seit 1989 der Academia Europaea sowie als auswärtiges Mitglied seit 1999 der American Academy of Arts and Sciences und seit 2003 der National Academy of Sciences an. Im Jahr 2016 wurde er zum Fellow der American Association for the Advancement of Science gewählt.
Die Amerikanische Gesellschaft für Neurologie ernannte ihn 1989 zu ihrem Ehrenmitglied. Seit 2004 ist er Honorary Fellow des University College London, die McGill University verlieh ihm ein Jahr später einen Ehrendoktortitel. Zu den Preisen, die er für seine Forschungsleistungen erhielt, zählen der Feldberg Prize (1989), der Hamdan Prize for Apoptosis in Disease and Health (2004) und der Biochemical Society Award (2006).

## Werke (Auswahl)
- Monoclonal Antibodies to Neural Antigens. Cold Spring Harbor 1981 (als Mitherausgeber)
- Molecular Biology of the Cell. Fünfte Auflage. New York 2008; vorherige Auflagen: 1983, 1989, 1994, 2002; deutsche Ausgabe: Molekularbiologie der Zelle. Vierte Auflage. Weinheim 2004 (als Mitautor)
- The Role of Apoptosis in Development, Tissue Homeostasis and Malignancy: Death from Inside Out. London und New York 1995 (als Mitherausgeber)
- Cell Growth: Control of Cell Size. Cold Spring Harbor 2004
- Essential Cell Biology. Dritte Auflage. New York 2009 (als Mitautor)